# Liechtensteinisch-portugiesische Beziehungen
Die liechtensteinisch-portugiesischen Beziehungen beschreiben das zwischenstaatliche Verhältnis zwischen Liechtenstein und Portugal. Die Länder unterhalten seit 1992 direkte diplomatische Beziehungen. Sie waren davor bereits Partner u. a. im Europarat und in der Organisation für Sicherheit und Zusammenarbeit in Europa.

## Geschichte
Im Zweiten Weltkrieg (1939–1945) blieben beide Länder neutral und vom direkten Kriegsgeschehen unberührt, was nur sehr wenigen europäischen Staaten gelang.
Liechtenstein und Portugal waren gleichermaßen Mitglieder in der EFTA seit deren Gründung 1960, bis zum Übertritt Portugals zur EU 1986.
Am 6. Februar 1992 akkreditierte sich mit dem portugiesischen Botschafter in der Schweiz, Octávio Neto Valério, der erste portugiesische Diplomat in Liechtenstein. Seither unterhalten beide Länder direkte diplomatische Beziehungen.

## Diplomatie
Seit dem 13. März 2015 ist der portugiesische Botschafter in Bern, Paulo Tiago Jerónimo da Silva, als Botschafter Portugals in Liechtenstein akkreditiert. Das portugiesische Generalkonsulat in Zürich ist zudem das zuständige Konsulat für Liechtenstein.
Liechtensteins Interessen in Portugal werden, wie in allen Ländern ohne eigene liechtensteinische Botschaft, von der dortigen schweizerischen Botschaft vertreten.

## Wirtschaft
Das  Zürcher Büro der portugiesischen Außenhandelskammer AICEP betreut auch den portugiesischen Außenhandel mit Liechtenstein.
Das bilaterale Handelsvolumen betrug 2015 nur 399.000 Euro (2014: 683.000 Euro, 2013: 391.000 Euro, 2012: 598.000 Euro, 2011: 1.285.000 Euro). Damit lag Liechtenstein für Portugal an 179. Stelle der Abnehmerländer und an 155. Stelle seiner Lieferländer.  Produkte beider Länder werden zudem auch über Zwischenstationen in der Schweiz gehandelt und werden somit in der portugiesisch-schweizerische Handelsbilanz gezählt.
Im Jahr 2015 exportierte Portugal Waren und Dienstleistungen im Wert von 258.000 Euro nach Liechtenstein (2014: 346.000 Euro, 2013: 248.000 Euro, 2012: 329.000 Euro, 2011: 692.000 Euro), davon 41,9 % landwirtschaftliche Produkte, 34,0 % Nahrungsmittel, 9,7 % Minerale und Erze (insbesondere Granit und Marmor) und 3,5 % Maschinen und Geräte.
Liechtenstein exportierte im gleichen Zeitraum Waren und Dienstleistungen im Wert von 141.000 Euro nach Portugal (2014: 337.000 Euro, 2013: 143.000 Euro, 2012: 269.000 Euro, 2011: 593.000 Euro), davon 67,2 % Optik- und Präzisions-Instrumente, 44,8 % Maschinen und Geräte, 14,1 % chemisch-pharmazeutische Produkte und 8,9 % Kunststoffprodukte.

## Sport
Die liechtensteinische Fussballnationalmannschaft und die portugiesische Fußballnationalmannschaft traten erstmals in der Qualifikation zur EM 1996 aufeinander. Am 18. Dezember 1994 in Lissabon unterlag die Elf aus Liechtenstein dabei dem Gastgeber mit 0:8.
Von den sieben stattgefundenen Begegnungen gewann Portugal seither sechs Partien. In der Qualifikation zur WM 2006 rang Liechtenstein im heimischen Vaduz den Portugiesen ein 2:2-Remis ab.
Der Liechtensteiner Nationaltorwart Peter Jehle stand von 2006 bis 2008 beim portugiesischen Traditionsverein Boavista Porto im Tor.